# Formation en diamant

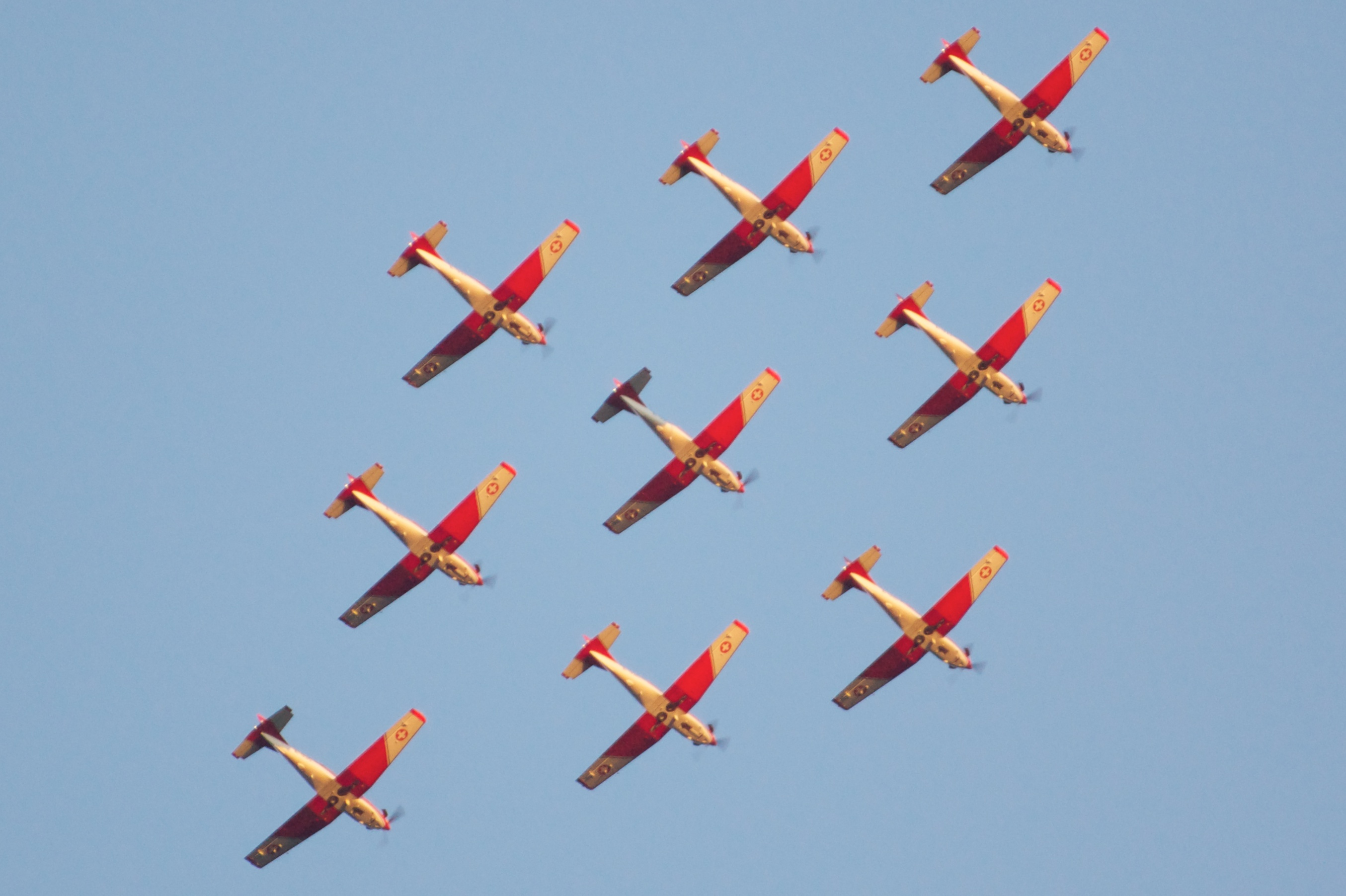
Le PC-7 Team en formation diamant à Morat en 2011.

Une formation en diamant désigne une formation militaire de quatre ou plus avions, cavaliers, joueurs dans un sport d'équipe, etc., où la position des personnes, lorsqu'elles sont considérées comme un tout, ressemble à un diamant ou à un losange.

## Aviation
Une formation en diamant est faite en commençant par un avion, puis en augmentant d’une unité, le nombre d'avions dans chaque rangée successive, puis diminuer à nouveau d’une unité jusqu'à ce qu'il y ait un seul appareil à la dernière ligne, par exemple, 1, 2, 3, 2, 1. La formation de vol est telle qu'il n'y a pas d'appareil dirigé vers la queue d'un aéronef.
Au moins quatre avions sont requis pour cette formation. La formation de 16 avions (1, 2, 3, 4, 3, 2, 1) est connue comme une "formation serrée". Rarement tentée sur des avions à réaction, cet exploit a été réalisé par les Forces aériennes pakistanaises en 1964 sur des F-86 Sabre. Elle est considérée comme une formation difficile car les aéronefs volent très proches les uns des autres, et plus ils sont proches, plus la formation est réussie. De même, plus le nombre d'avions est important, plus le risque encouru est grand (par rapport à d'autres formations).

## Militaire
Les formations en diamant ont été utilisées dans la guerre en particulier par la cavalerie au travers l'histoire.

## Sport

### Football
Une formation de football où les quatre milieux de terrain sont positionnés sous la forme d'un diamant.

### Hockey sur glace
C'est une formation défensive utilisée lors d'un désavantage numérique.